# Чуднов, Василий Михайлович
Василий Михайлович Чуднов (укр. Василь Михайлович Чуднов; род. 14 января 1958, село Космач) — украинский политический деятель, председатель Областной организации политической партии «Оппозиционный Блок» в Ивано-Франковской области (с 2014), член политсовета Политической партии «Оппозиционный блок». Бывший председатель Ивано-Франковской областной государственной администрации с 8 ноября 2013 по 2 марта 2014 года, бывший член Партии регионов (глава её областной организации на Прикарпатье с 2008 по 2014 годы).

## Биография
Родился 14 января 1958 года в селе Космач Косовского района Ивано-Франковской области.
Работал на нескольких турбазах Ивано-Франковской области, в колхозе; с 1985 по 2001 год был мастером, директором Космачского механического завода.
В 1990—1998 годах — депутат Косовского районного совета.
В 1993 году окончил Каменец-Подольский сельскохозяйственный институт.
В 2001—2005 годах — президент лесопромышленной корпорации «Галичина-лес».
В 2006—2007 годах — руководил ООО «Галичинастрой»; в 2008—2010 годах — заместитель директора этого предприятия.
В 2007—2008 годах — начальник Государственного управления охраны окружающей природной среды в Ивано-Франковской области.
С марта 2010 по октябрь 2012 года — народный депутат Украины. Член Комитета Верховной Рады по вопросам бюджета.
8 ноября 2013 года назначен председателем Ивано-Франковской областной государственной администрации.
22 февраля 2014 года на фоне массовых протестов Василий Чуднов написал заявление об отставке. 2 марта 2014 года и. о. Президента Украины Александр Турчинов подписал Указ об увольнении В. М. Чуднова с занимаемой должности.

## Государственные награды
- Орден «За заслуги» III ст. (3 сентября 2004) — за весомый личный вклад в реформирование национальной экономики, развитие предпринимательства и рыночной инфраструктуры Украины, высокий профессионализм[3]